# Oberamt Münstermaifeld
Das Oberamt Münster(maifeld) war ein vom Anfang bis zum Ende des 18. Jahrhunderts bestehender Verwaltungs- und Gerichtsbezirk im Kurfürstentum Trier. Ihm waren die Ämter Amt Münstermaifeld, Amt Kobern und das Amt Alken nachgeordnet.

## Geschichte
Anfang des 18. Jahrhunderts wurde die hohe Gerichtsbarkeit für die dazugehörigen Ämter in Münstermaifeld konzentriert. Auch wurde die Funktion des Amtmanns zunehmend in Personalunion durch den Amtmann im Amt der Ämter Münstermaifeld wahrgenommen. So war der letzte kurtrierer Amtmann Johann Maria Rudolf Graf Waldbott von Bassenheim (1731–1805) Amtmann der Ämter Münster(maifeld), Kobern und Alken.
Mit der Einnahme des Linken Rheinufers durch die französischen Revolutionstruppen wurde das Amt nach 1794 aufgelöst. In der Franzosenzeit gehörte das Gebiet zum Kanton Münstermaifeld.

## Kurfürstlicher Hof
Der Sitz des Oberamtmanns war der Kurfürstliche Hof  in der heutigen Untertorstraße 10/12. Der Krüppelwalmdachbau aus Bruchstein ist bezeichnet 1651, die dazugehörigen Scheunen mit 1787. Der Hof steht unter Denkmalschutz.
50.247439°, 7.361088